# 日莱 (上马恩省)
日莱（法語：Gilley，法語發音：[ʒilɛ]）是法国上马恩省的一个市镇，属于朗格勒区。该市镇总面积10.58平方公里，2009年时的人口为73人。

## 人口
日莱人口变化图示